# 濱海藝術中心

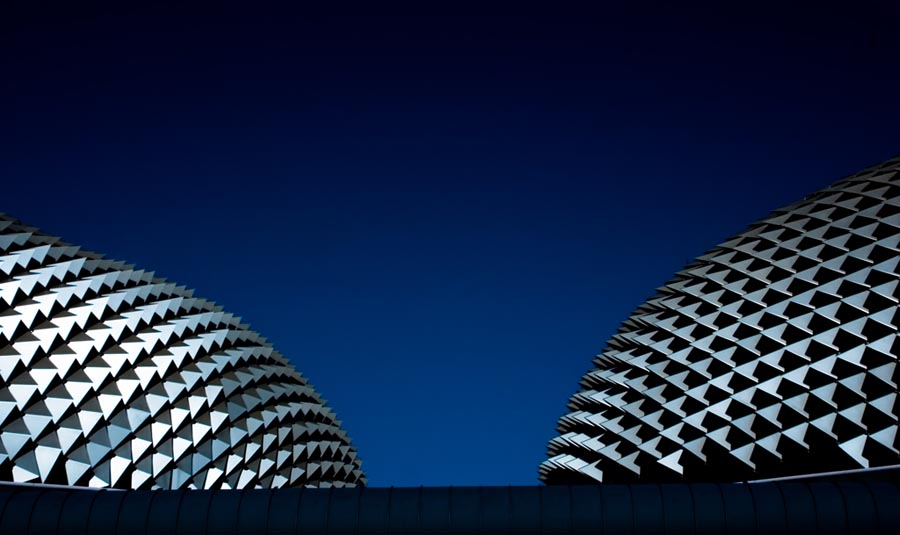
濱海藝術中心

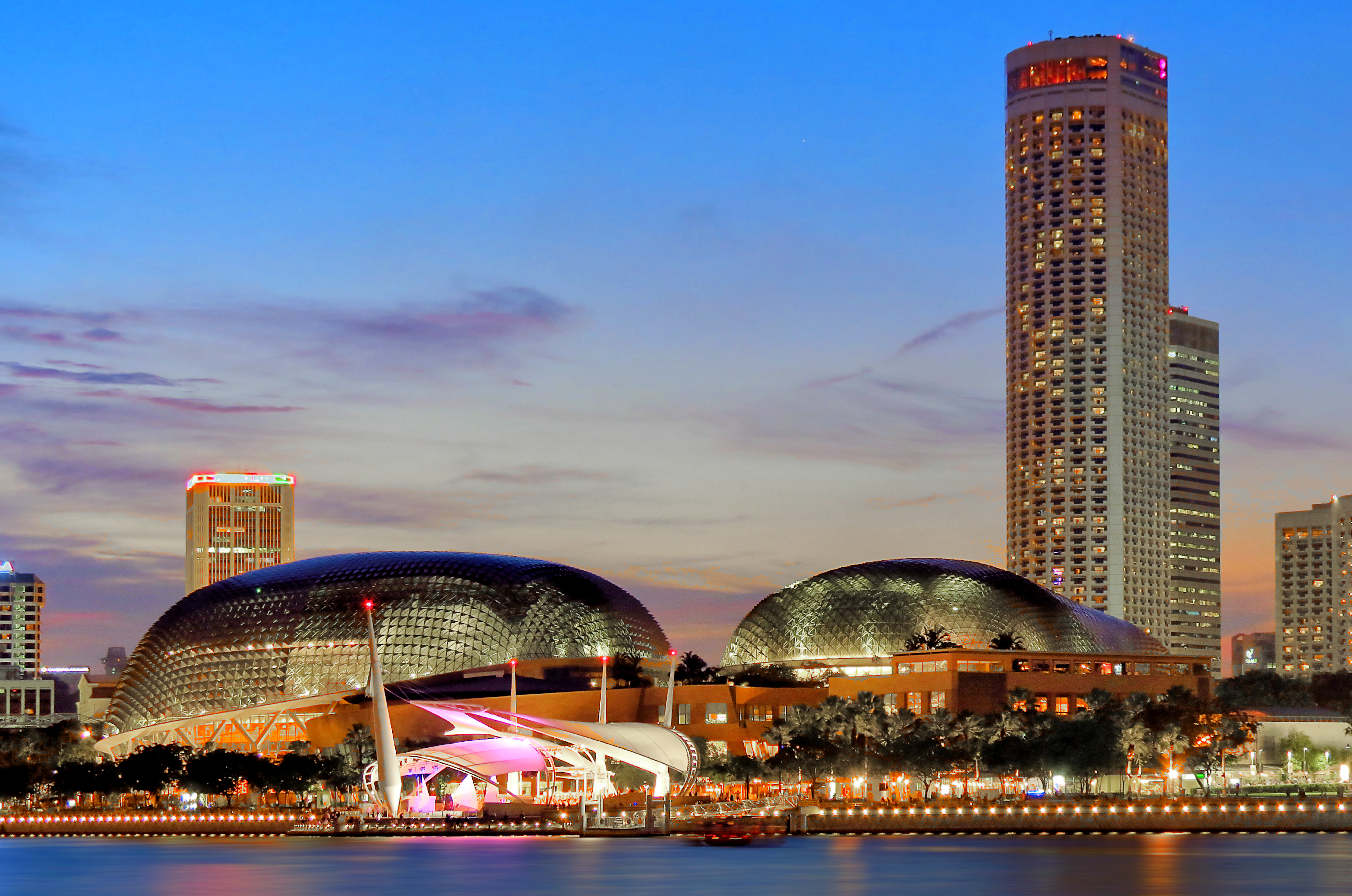
濱海藝術中心夜景

濱海藝術中心（Esplanade - Theatres on the Bay）坐落於濱海灣且靠近新加坡河出海口，佔地6公頃。是新加坡的表演藝術中心。內有1,600個座位的音樂廳，及可提供表演的2,000個座位的劇院。
滨海表演艺术图书馆位於濱海藝術中心的3樓。濱海藝術中心也包含了戶外表演場地，內部的購物中心也有零售店、餐廳。建築物4樓有戶外開放空間。

## 歷史
濱海藝術中心的位置過去曾經是新加坡著名的飲食中心“沙爹俱樂部”，而沙爹俱樂部在工程進行後已遷徙到現在已被拆除的三巴旺購物中心旁邊。濱海藝術中心花費6億新幣建造，並於2002年10月12日正式開放。
2005年7月5日，第117屆國際奧委會大會開幕式於濱海藝術中心舉行，以長達30分鐘的表演對國際觀眾展示新加坡的多元文化。

## 設計

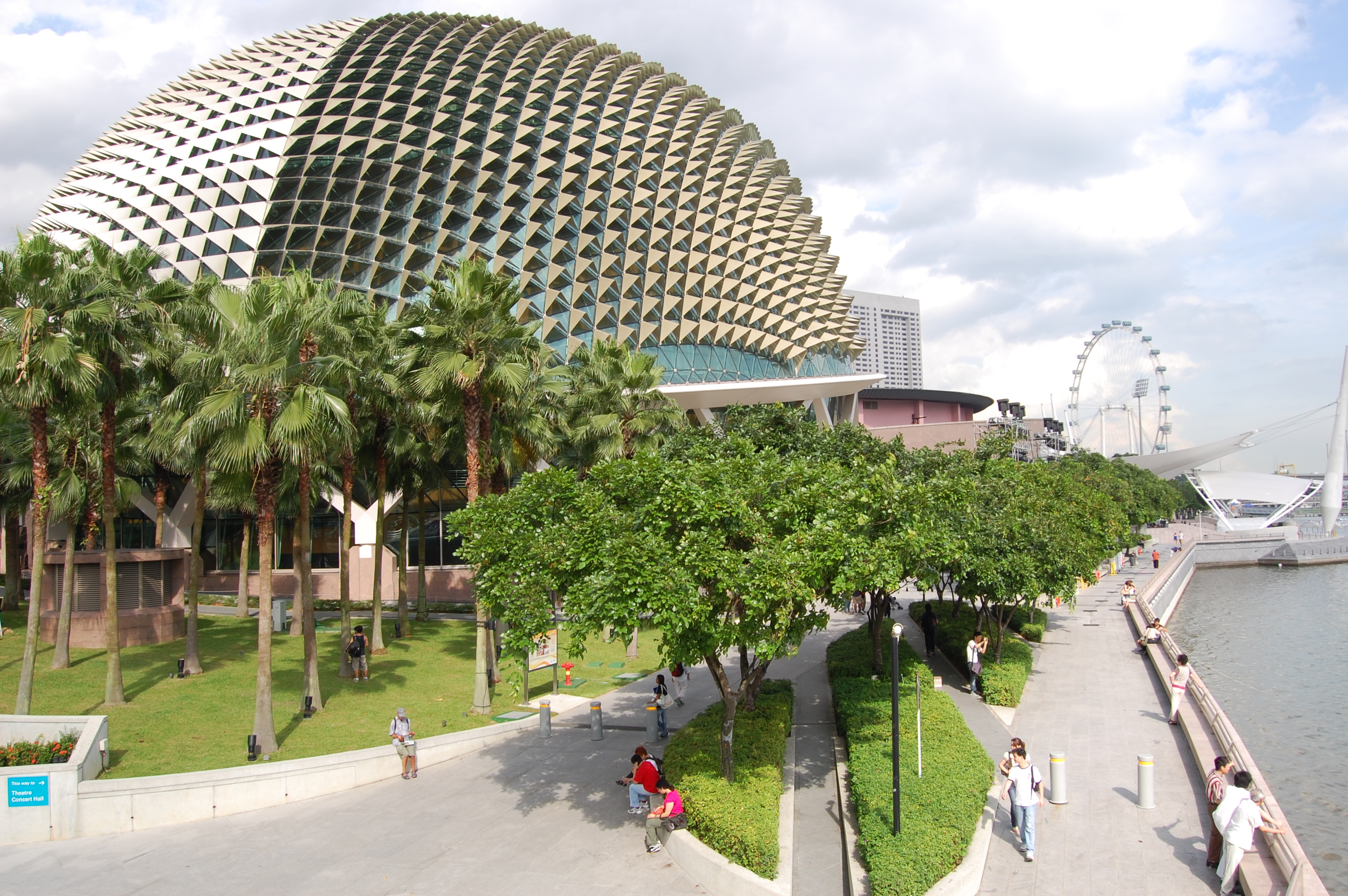
濱海藝術中心屋頂由鋁製遮陽板構成。

濱海藝術中心由倫敦Michael Wilford & Partners（MWP）與新加坡DP Architects（DPA）共同設計。在1994年公開的原始設計中，玻璃帷幕外没有特殊装饰。有观点认为，這種建築在熱帶氣候的新加坡會變成大溫室，但DPA理事Vikas Gore表示，有考慮遮陽方式，並在最後的設計增加了鋁遮陽板。此建築外觀常被認為跟榴莲或是苍蝇眼睛很像，因此許多新加坡人也將濱海藝術中心暱稱為“榴莲”。

## 設施
濱海藝術中心包含了世界級的表演空間，並結合完善的專業支援與設施。除了表演外也承擔會議和其它生活風格與藝術相關服務。濱海藝術中心最重要的兩個焦點─音樂廳與劇院，相互集結於迴廊，在濱海購物中心也同樣可通往兩廳。

### 音樂廳

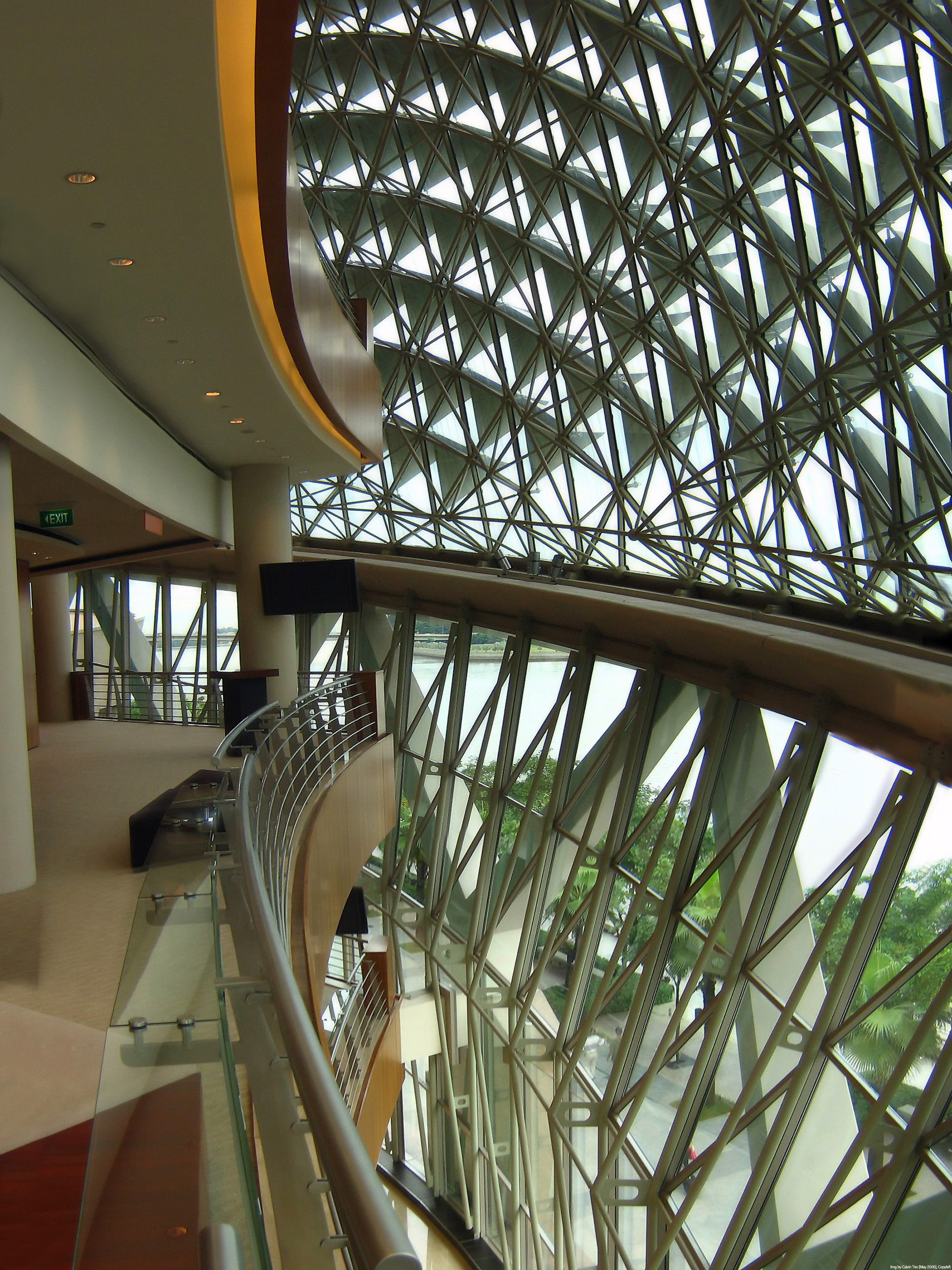
通往音樂廳的迴廊

由美國ARTEC Consultants公司的聲學家Russell Johnson打造。可作音樂會、吟唱，或其它表演。
管弦樂隊舞台可容納120名音樂家，上方有三片各17噸的聲簷篷可讓聲音反彈，使得音效得以精確。
用來區分音色的反射艙，可以跨三部，空間達9,500立方米。84台電腦控制門與擋板，每道門重達3到11噸，最大的門高達10.5米，最小的高2.2米。墙体包覆桃花心木板。
管風琴包含4,470根管與61個音栓，由管風琴建造者Johannes Klais Orgelbau所設計建造。
可容納1,600人，並有四種等級的組成方式。座位形式包含攤位、門廳席，與圓形1,2,3。另外也有200個在舞台後方的可作为藝廊座位的唱詩班席。有VIP私人包廂，提供更接近於表演舞台的視野。

### 劇院
劇院有2,000席座位，最遠的座位離舞台40米。形式與歐洲的歌劇院相同，為馬蹄型排列，分成四種等級。
有新加坡最大的表演舞台（39米長 x 23米寬）。一個主舞台，與兩個尺寸相近的附屬舞台，以方便設備裝設與快速的場景變換。主舞台寬度可以調整成12至16米。设有30米高的飛塔，以及可容納100名音樂家的樂池。

### 吟誦工作室
扇形的吟誦工作室可容納250人，供小規模音樂演出，以及簡報或會議用。工作室也常被作為彩排用途。

### 劇院工作室
可容納220人。可用于劇場與舞蹈彩排。配備了可修訂的舞台、燈光與音效系統。大小跟劇院的舞台相似。

### Jendela
在馬來語裡Jendela指窗戶。濱海藝術中心的Jendela是個215平方米的視覺藝術展示空間。从此处可看見濱海灣的全景。

### 濱海表演藝術圖書館
濱海表演藝術圖書館是新加坡第一個藝文主題的公共圖書館。馆内收集了大量的关于表演艺术的书籍、古典音乐乐谱和古典音乐表演录音材料，可以从这里纵览滨海湾。

### 戶外場地
濱海藝術中心有兩個戶外表演場地，即水岸舞台與動力舞台。场地規律上演免費表演。建築物上方有階梯式屋頂，可以看到濱海灣的全景與市區，也有庭院與開放空間供各樣的活動。

## 圖庫

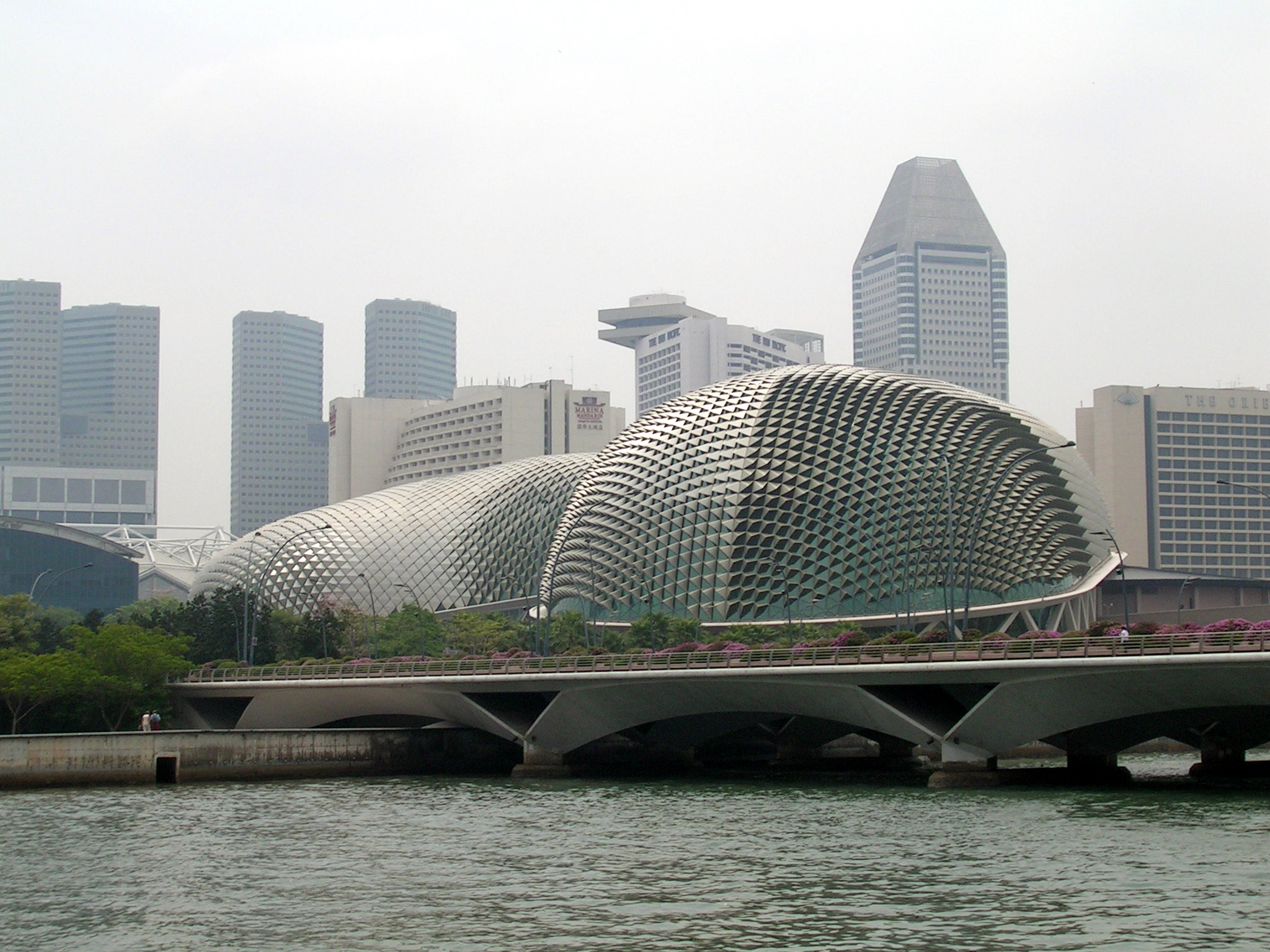
濱海廣場前榴槤樣的濱海藝術中心
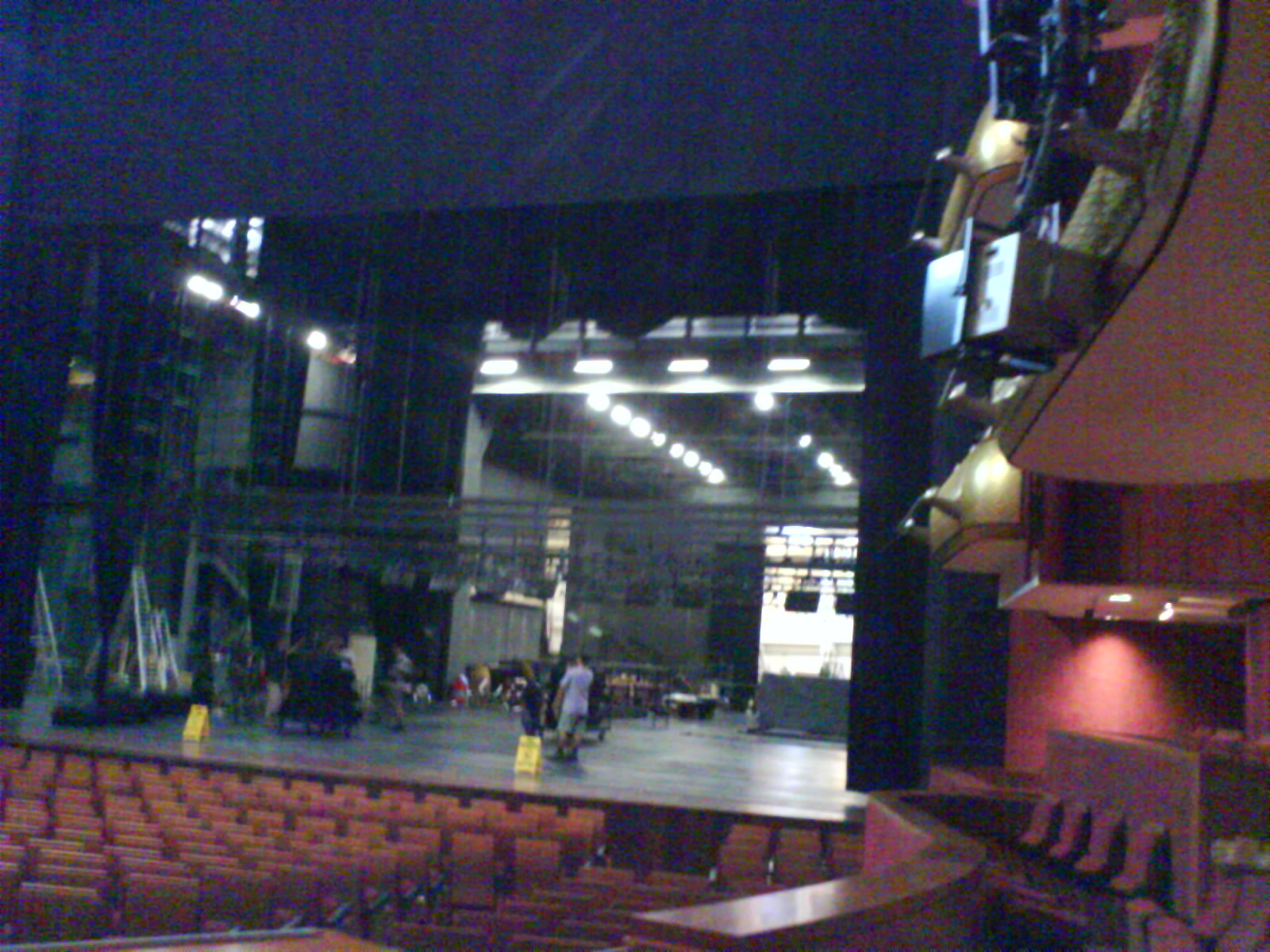
劇院內部
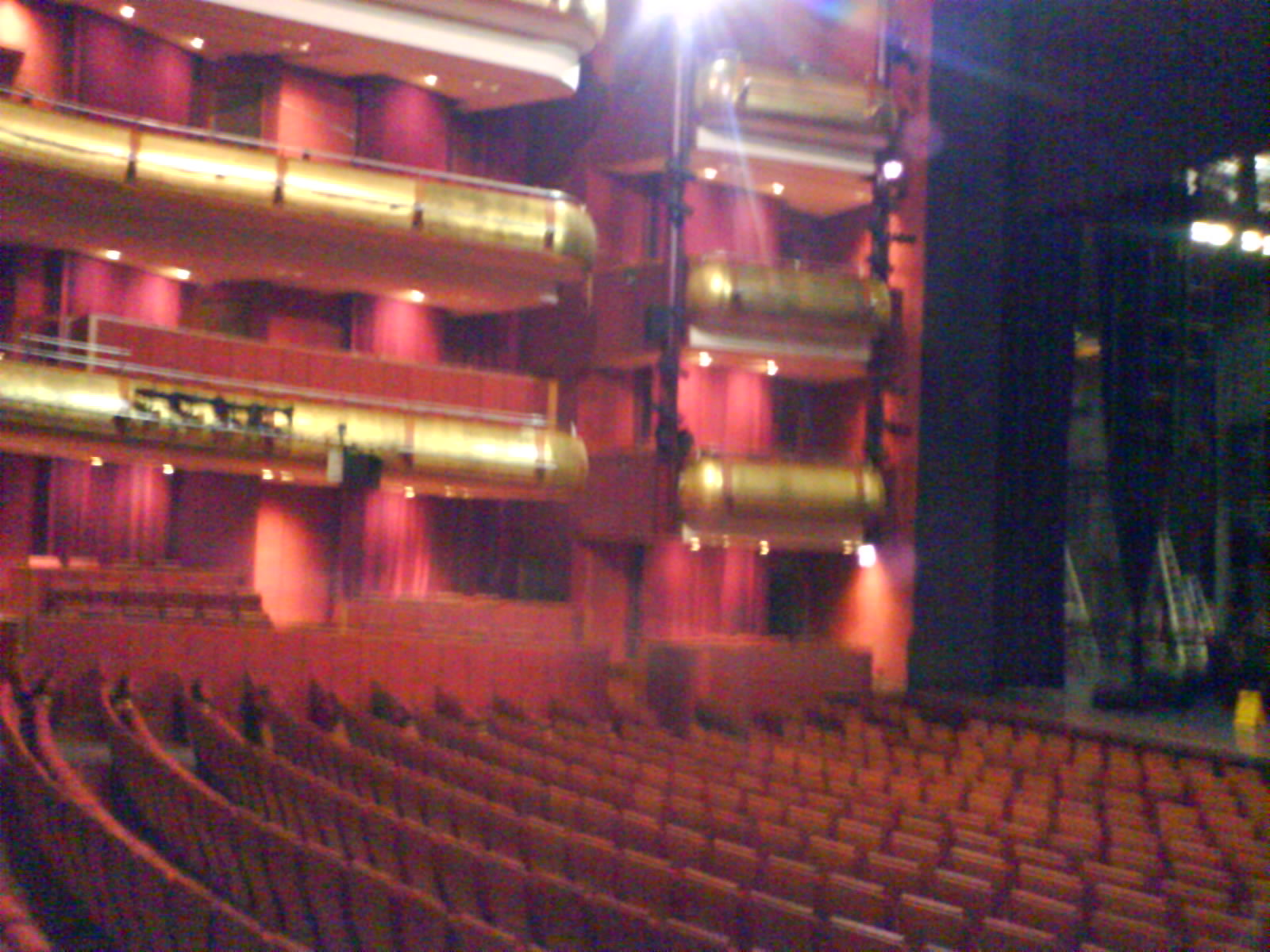
劇院內部
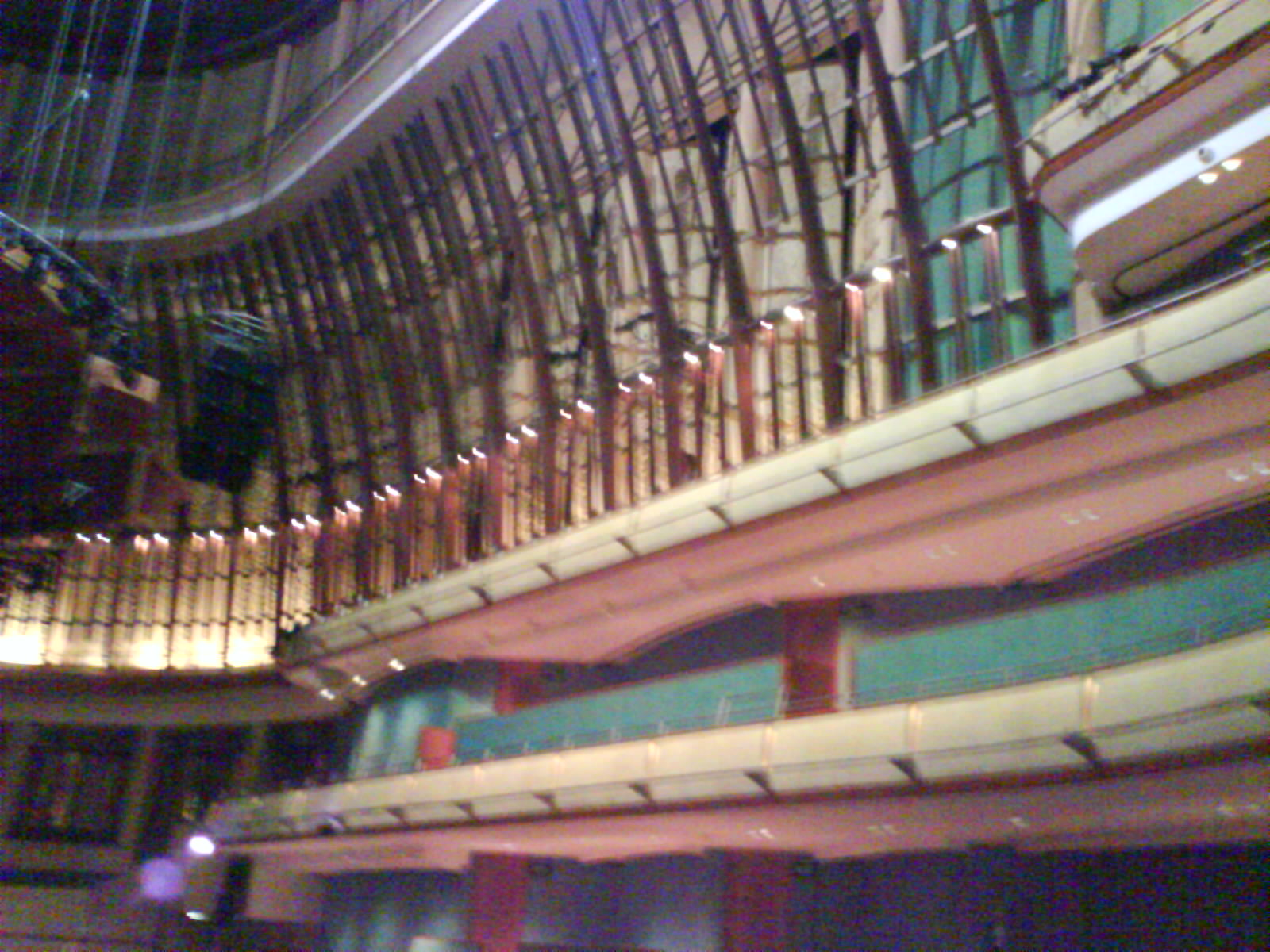
音樂廳內部
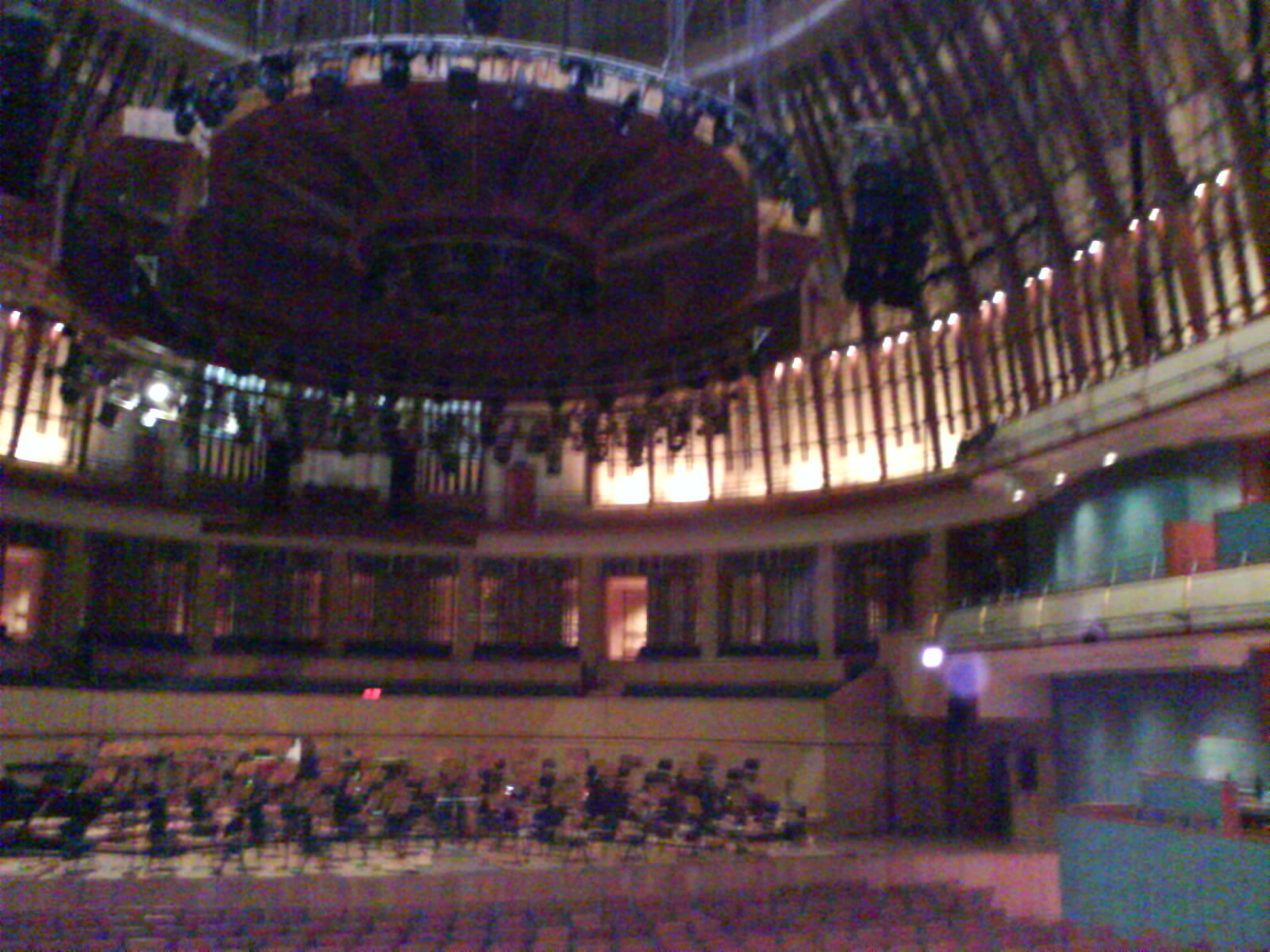
音樂廳內部
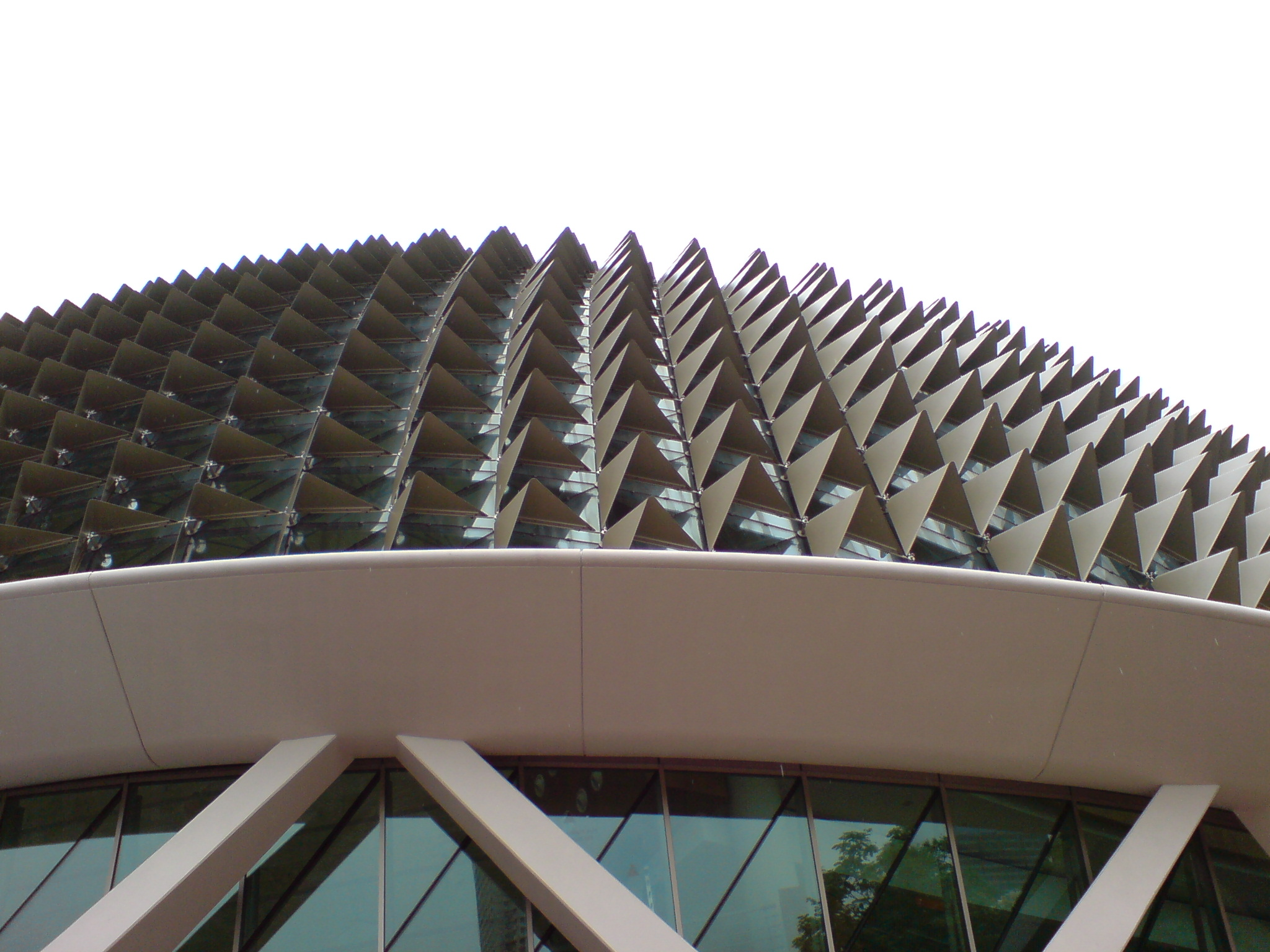
近拍遮陽板

## 來源
1. ↑  . ABC Interview with Vikas Gore. （原始内容存档于2007-12-13）.
2. ↑  .   [2007-02-18]. （原始内容存档于2006-11-12）.

## 外部連結
- 濱海藝術中心官方網站 （页面存档备份，存于）